# Carl Lang
Carl Lang (Vernon, 20 settembre 1957) è un politico francese.

## Biografia
Dal 1978 al 2008 ha militato nel Front National, nelle cui liste è eletto nel 1986 consigliere regionale dell'Alta Normandia. Dal 1992 al 2010 è stato consigliere regionale del Nord Pas de Caleis.
È stato eletto europarlamentare nel 1994, nel 1999 e nel 2004 fino al 2009.
È stato segretario generale di FN dal 1988 al 1995.
Vicino a Jean-Marie Le Pen, di cui è stato capo delle campagne elettorali, nel novembre 2008 lascia FN perché contrario alla candidatura alle europee di Marine Le Pen e nel febbraio 2009 ha fondato il Partito della Francia.
Si è candidato in occasione delle elezioni presidenziali in Francia del 2012 ma non è riuscito a ottenere le firme necessarie per la presentazione della candidatura.